# وین، ایزر
شهر وین، ایزر (به فرانسوی: Vienne) در شهرستان ایزر در ناحیه رون-آلپ با جمعیت ۳۰٬۰۹۲ نفر در کشور فرانسه واقع شده است

## نگارخانه

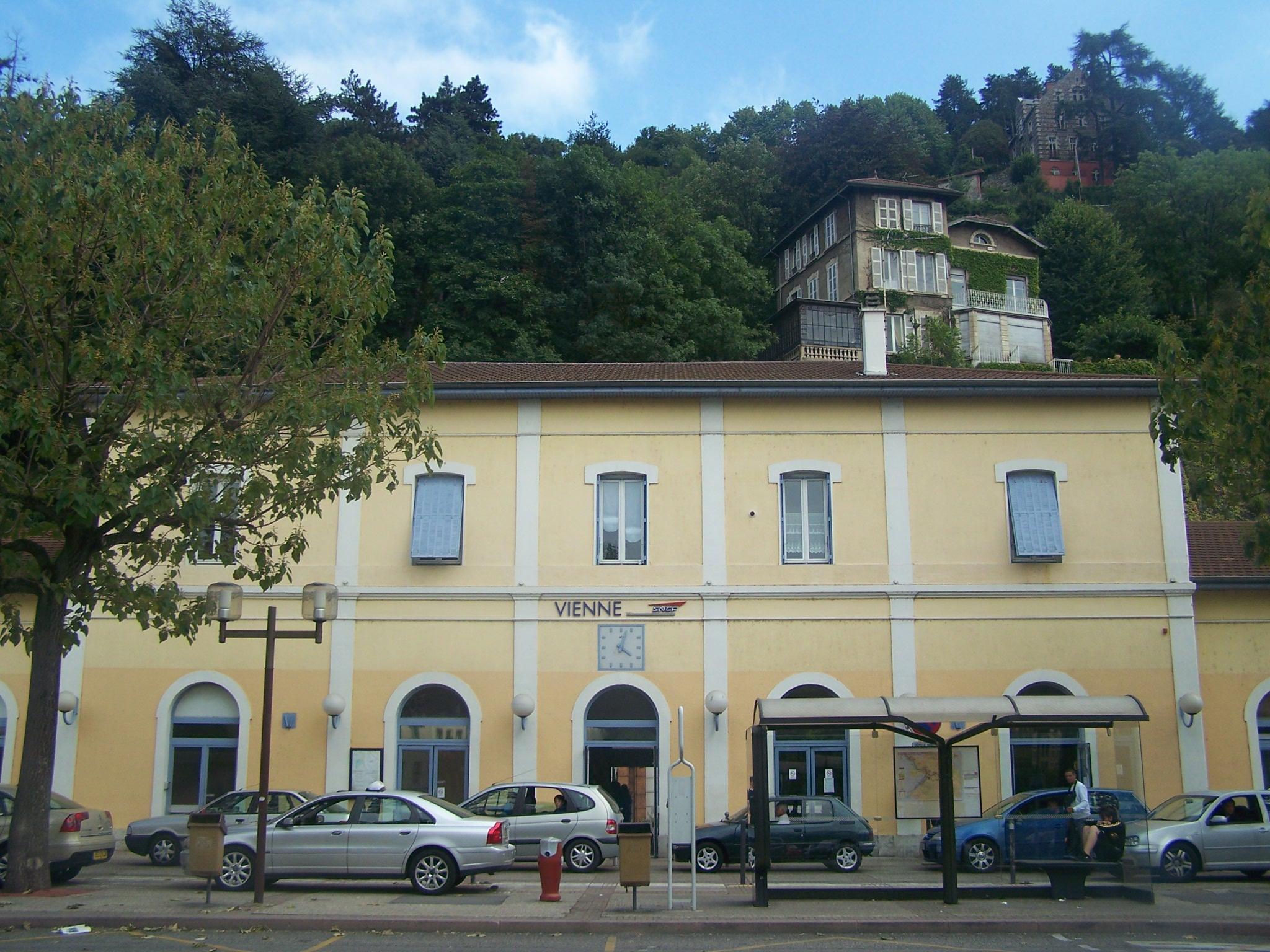
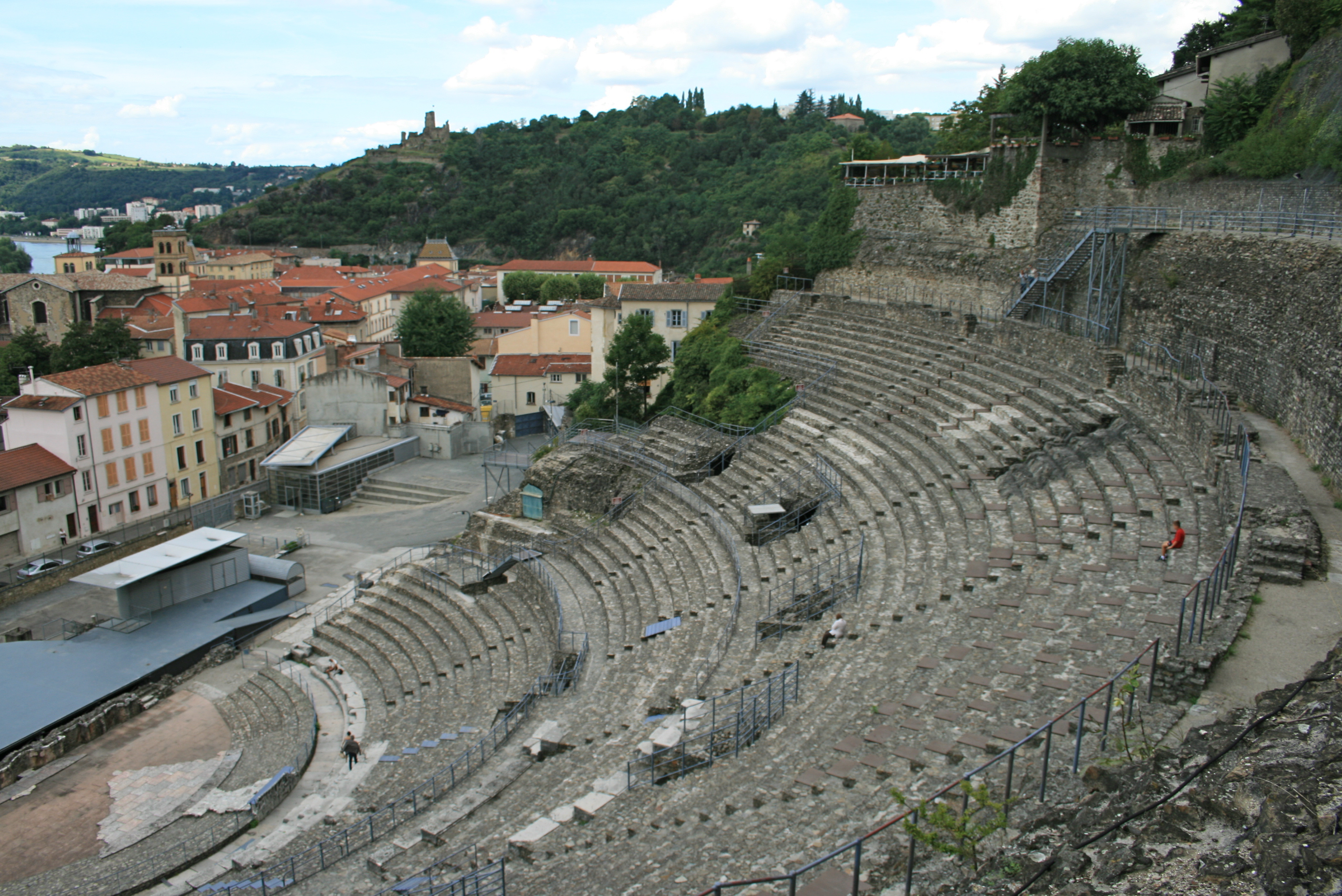
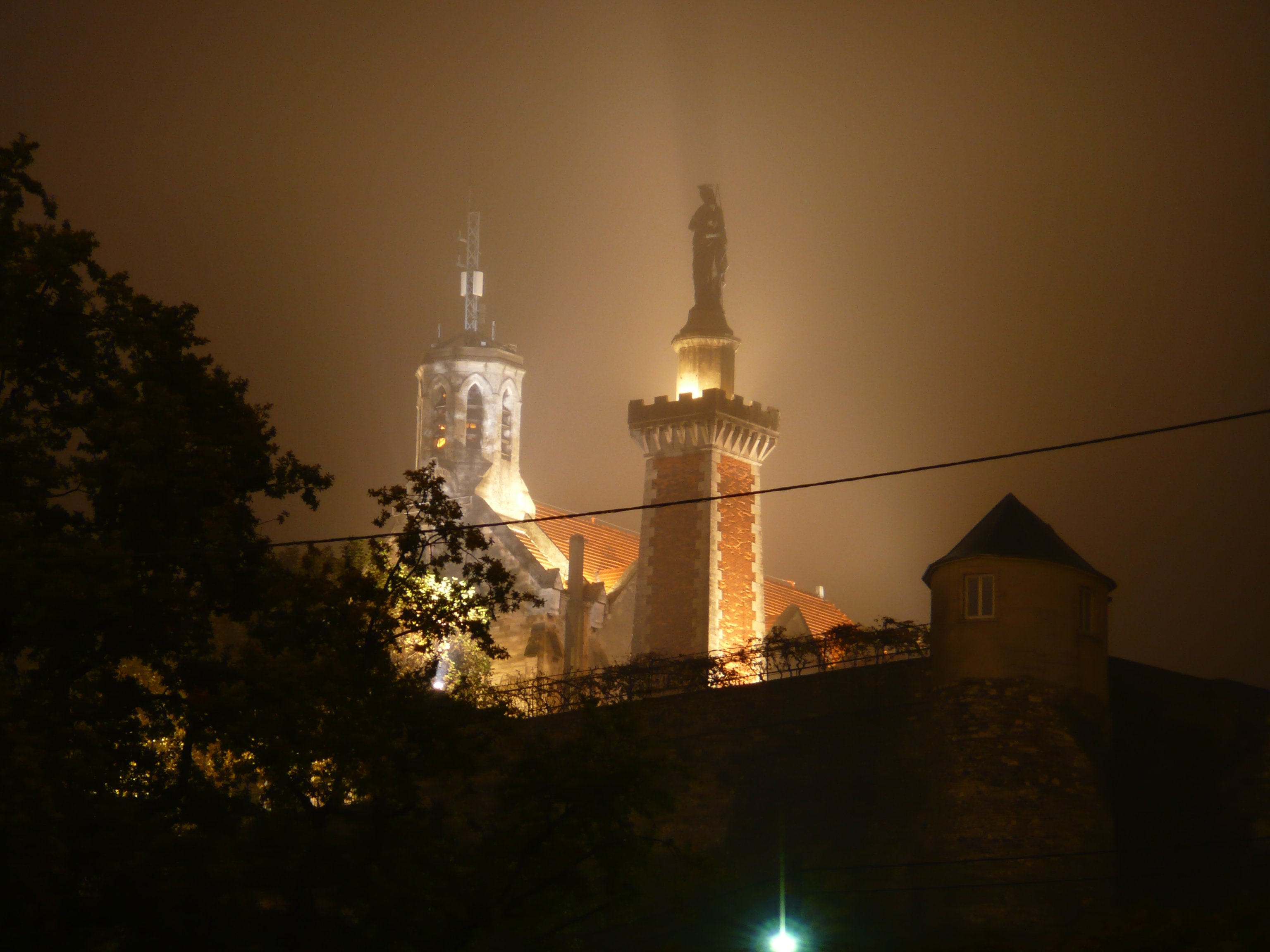
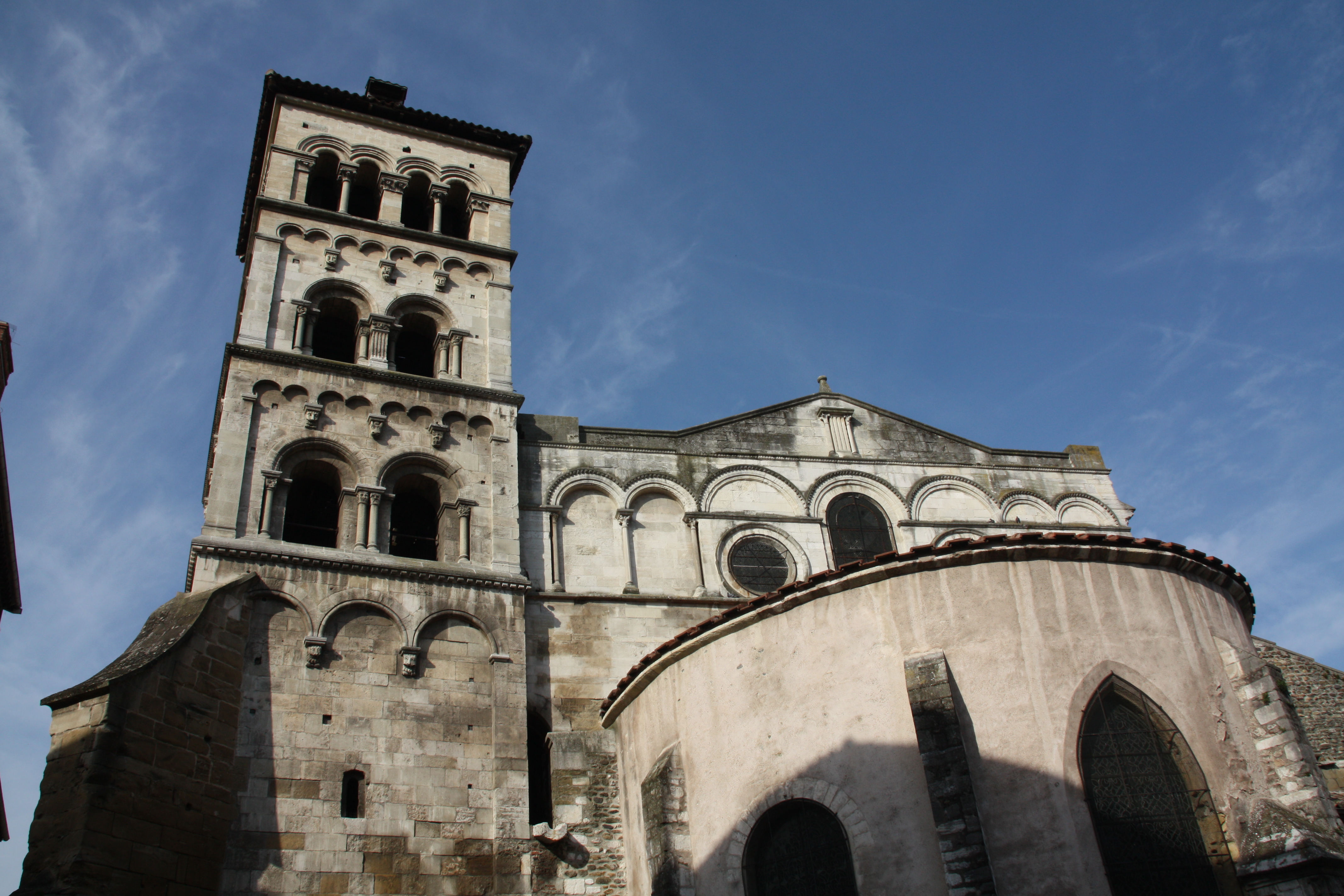
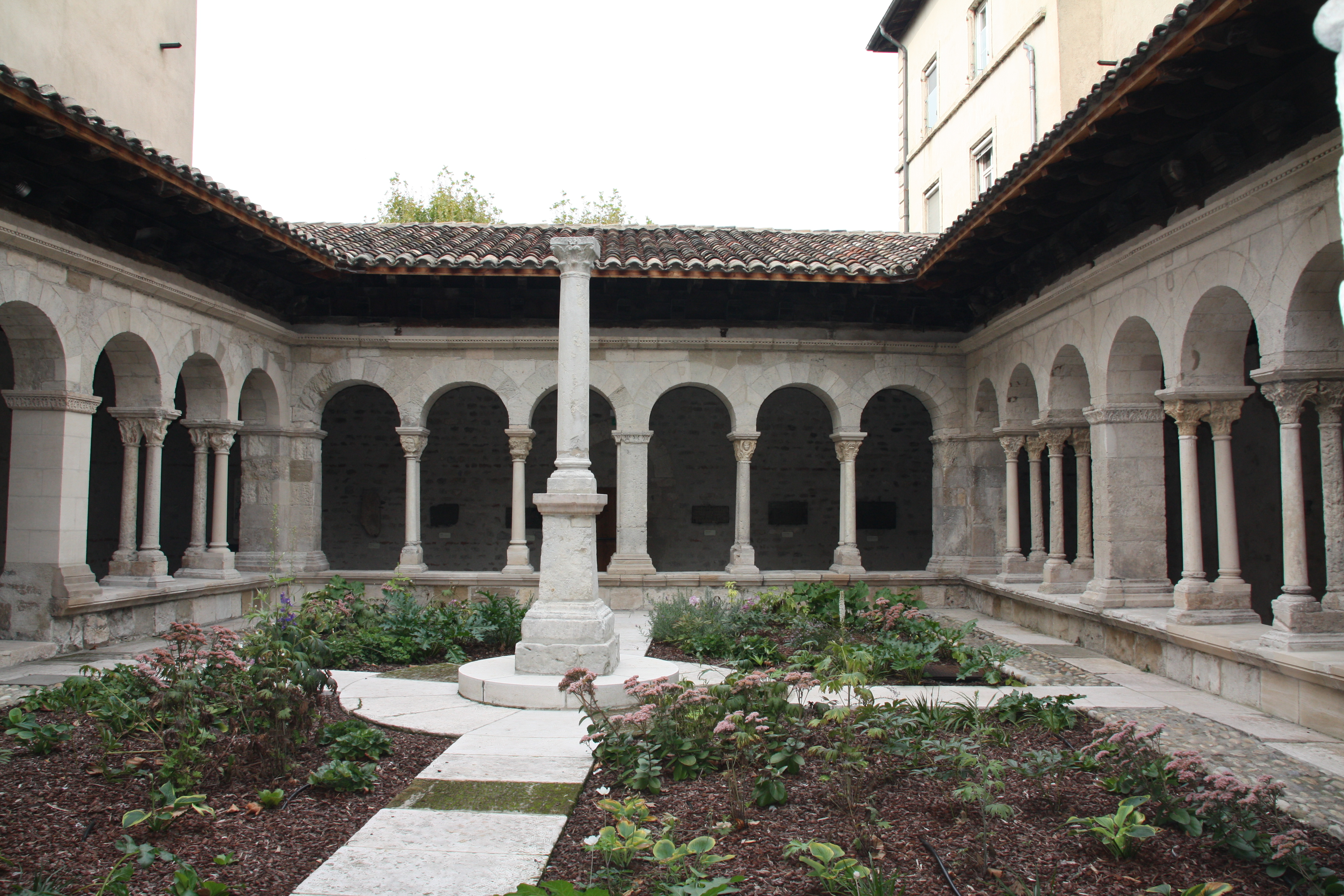
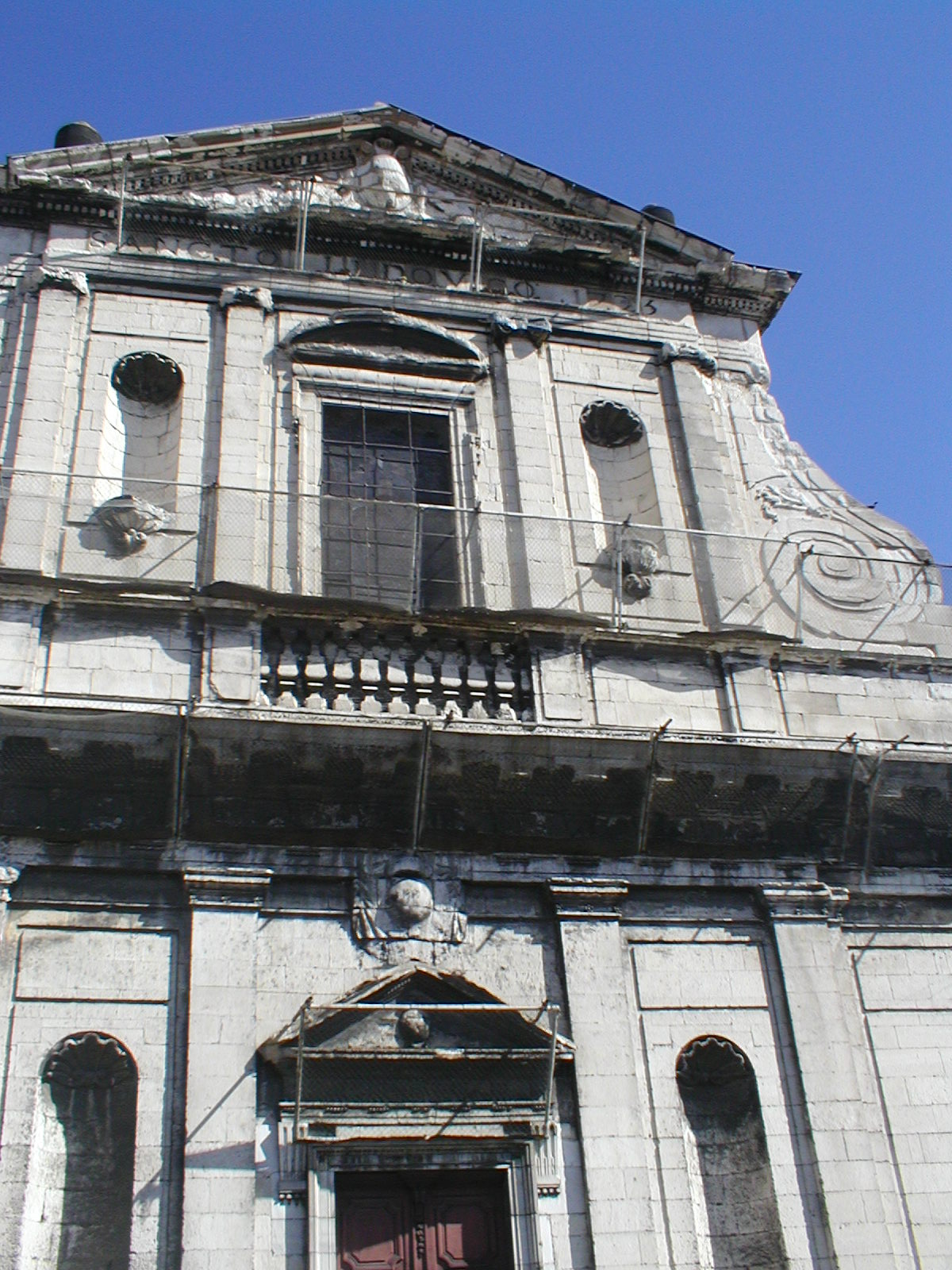
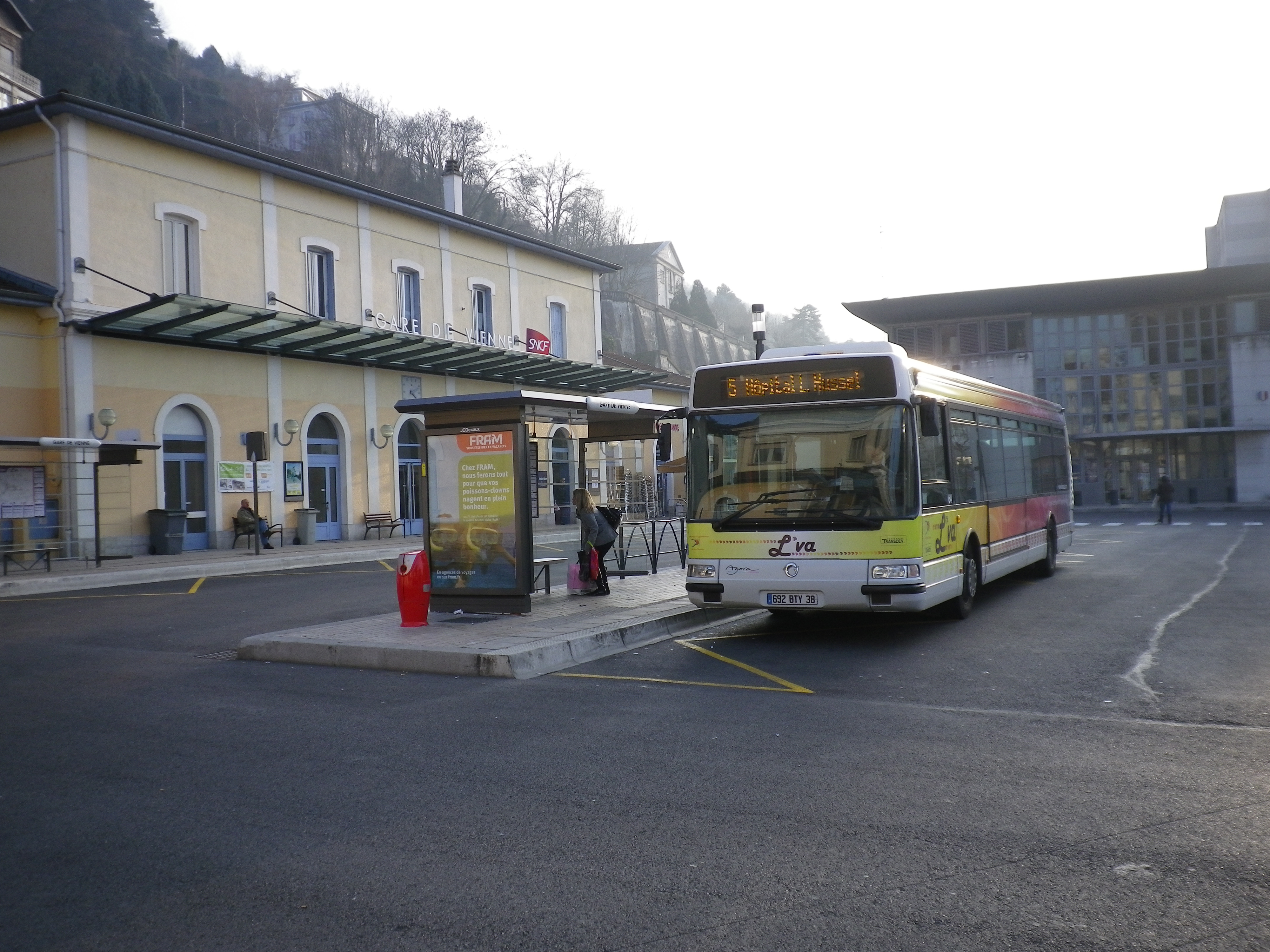
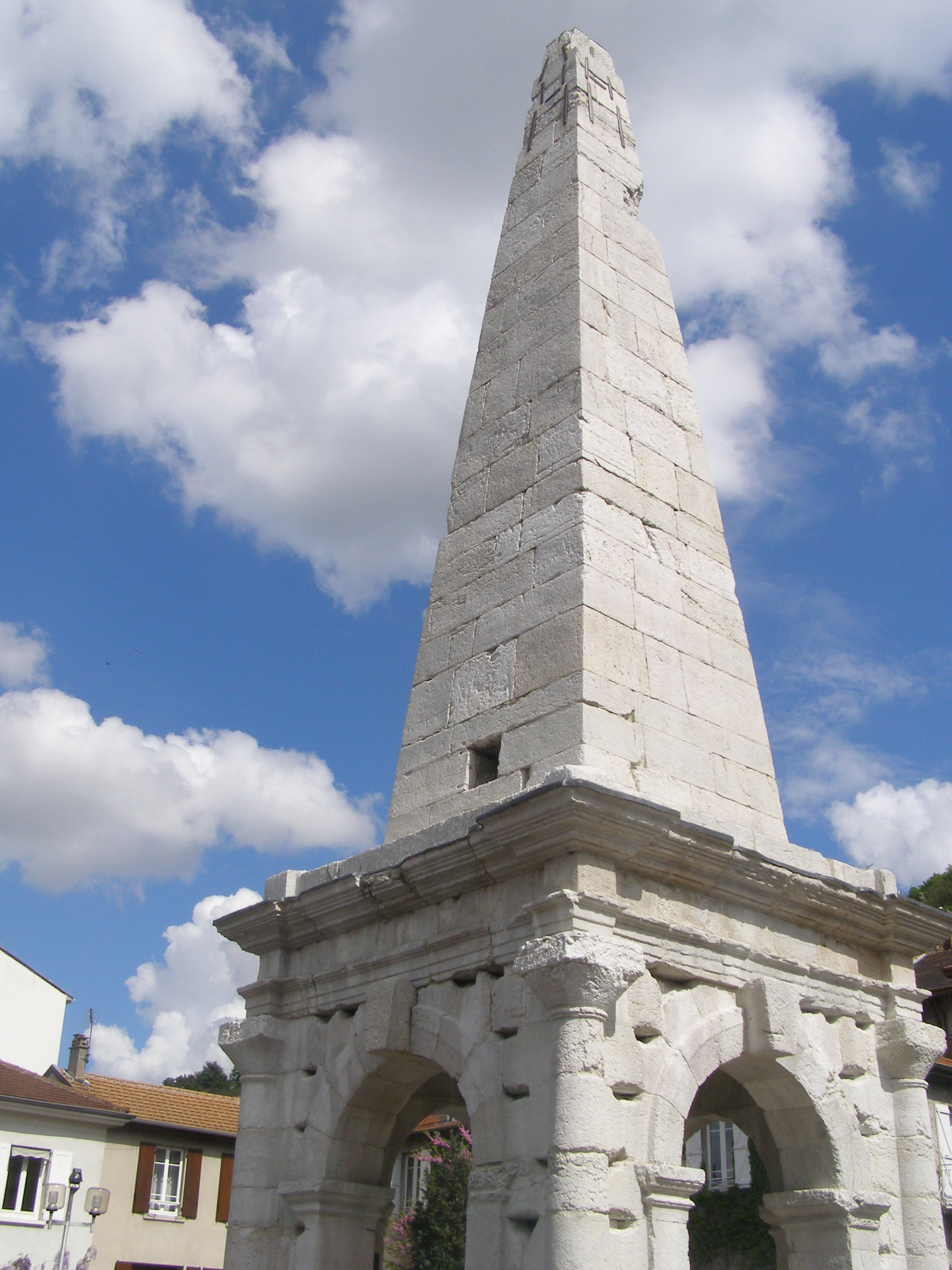
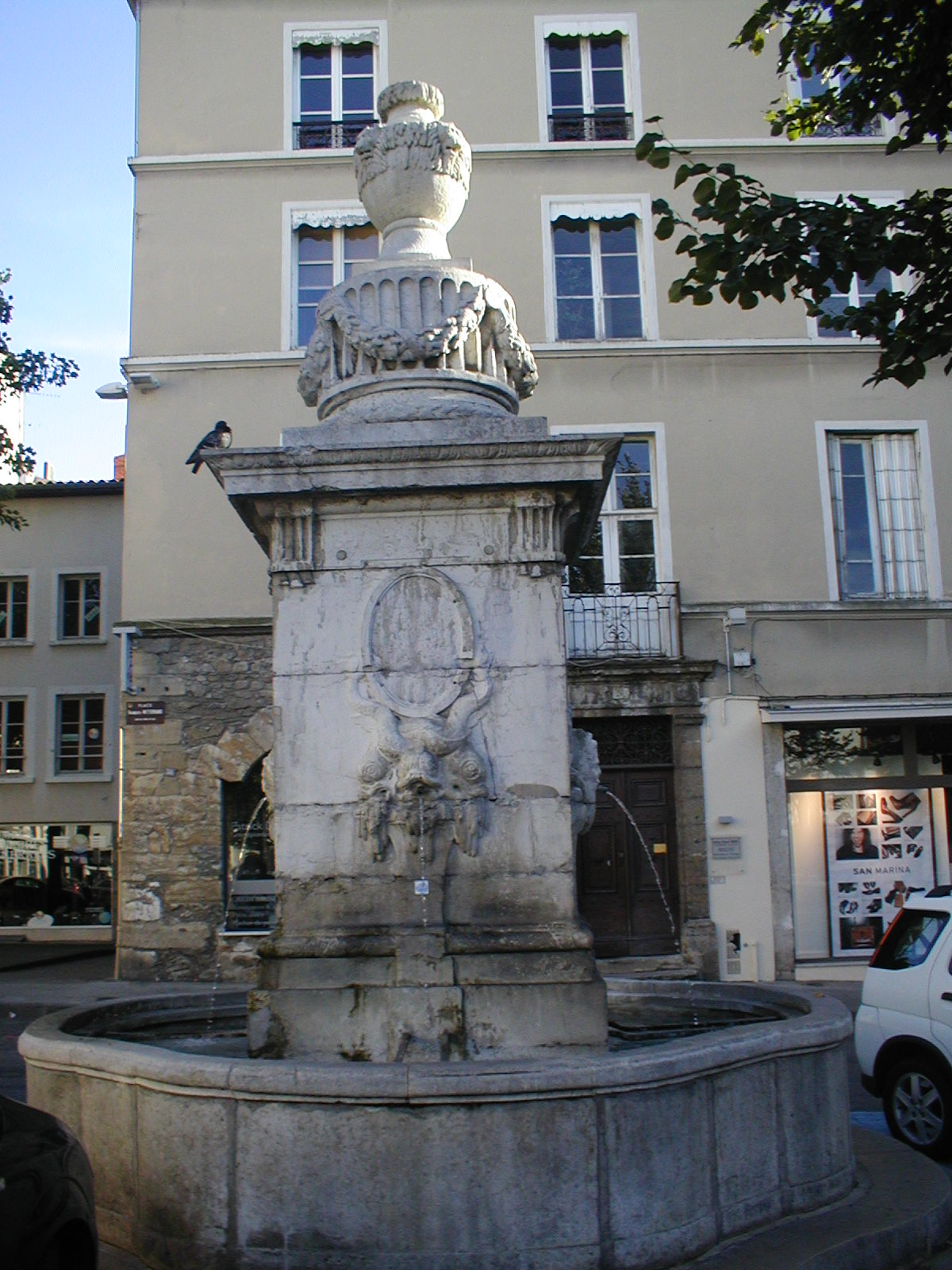
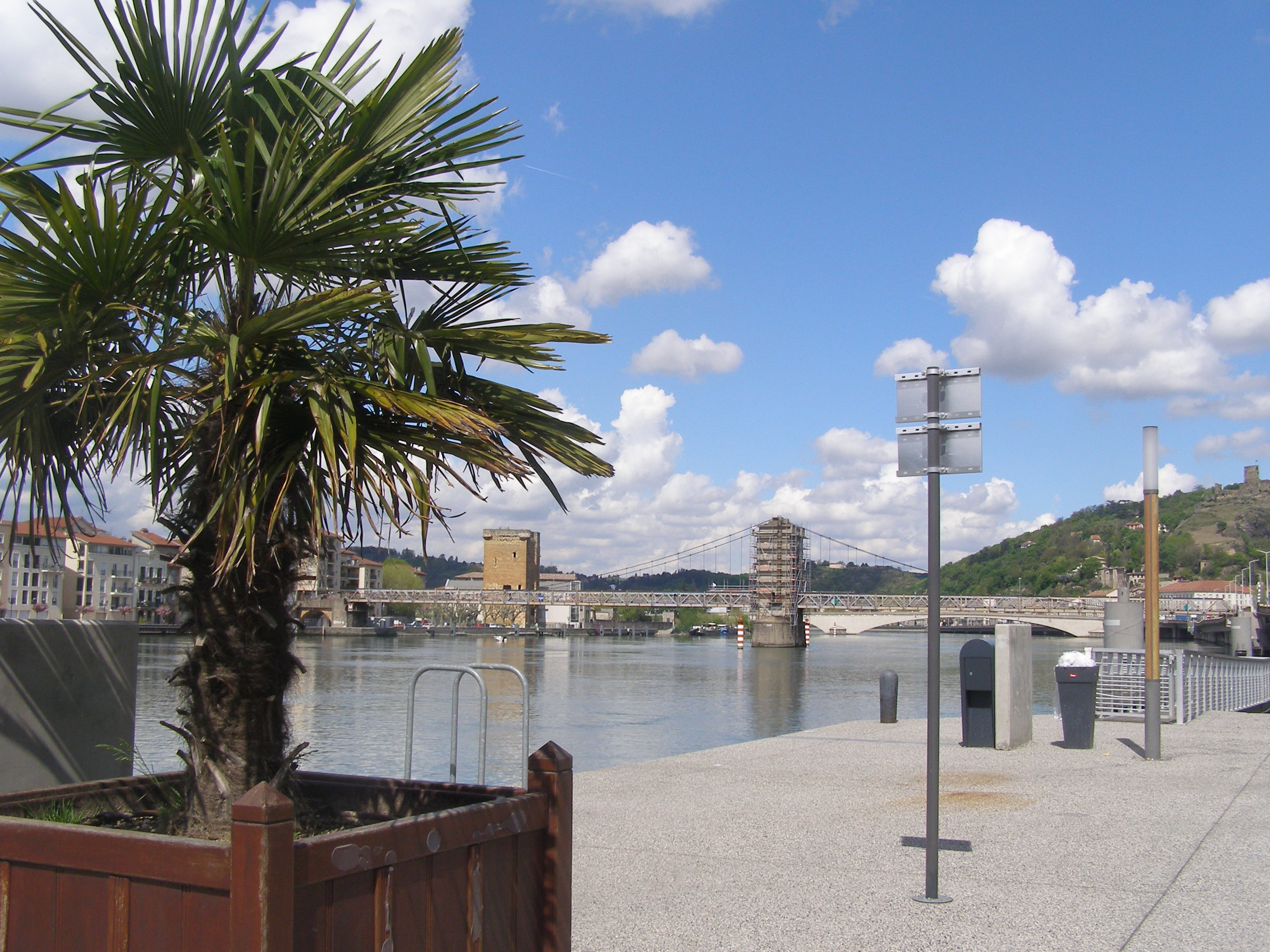
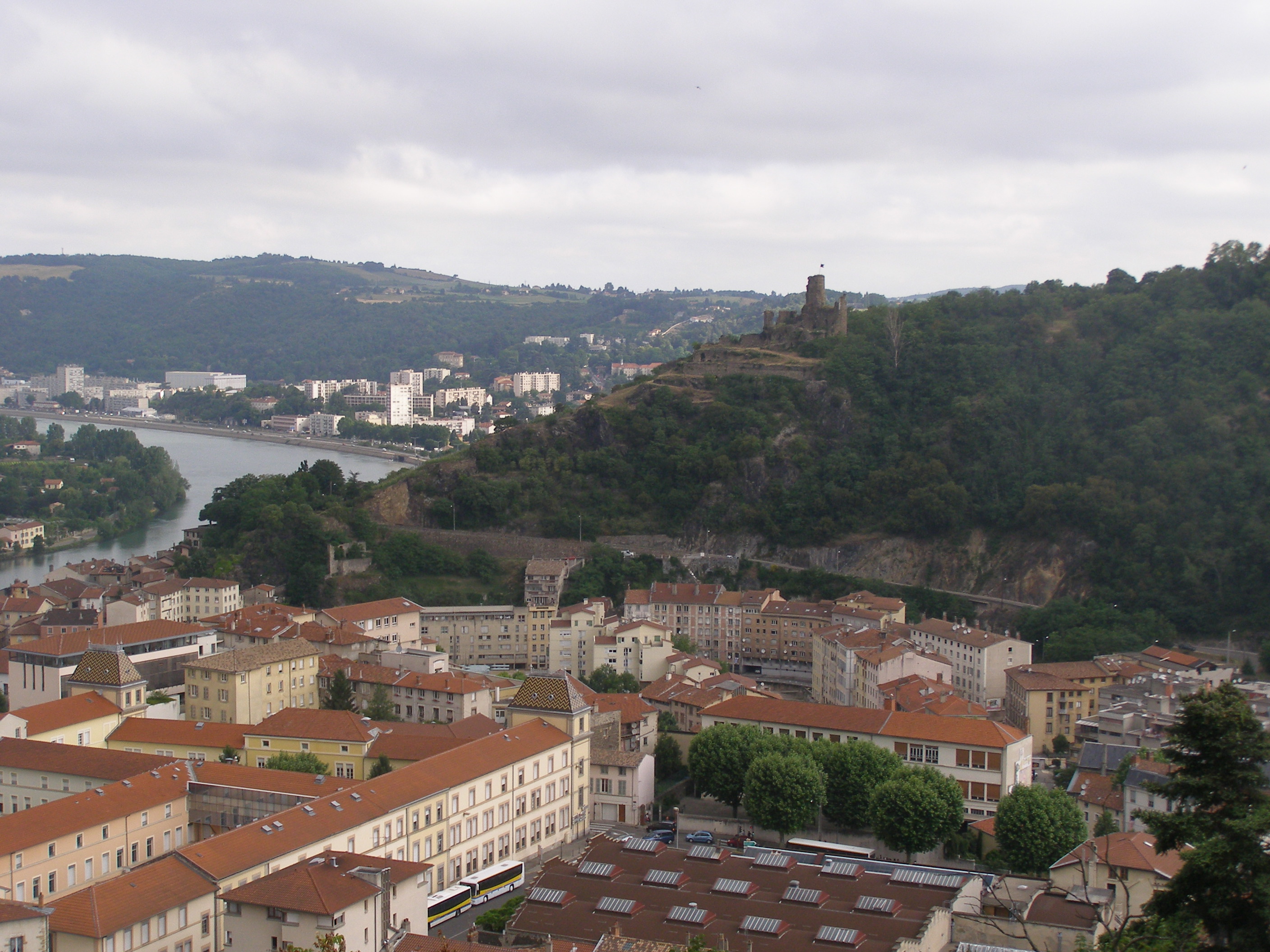
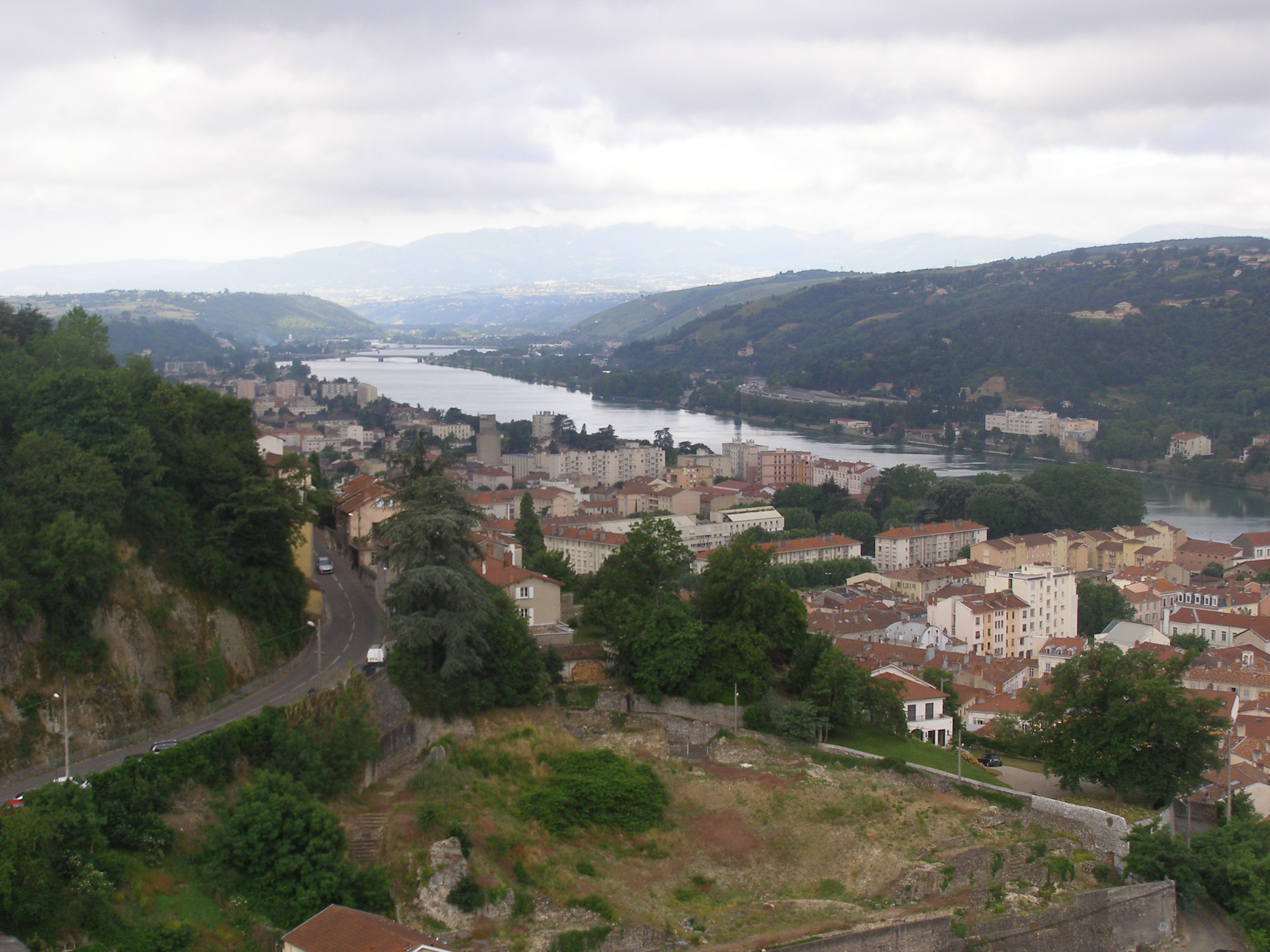